# Radoșîn, Kovel
Radoșîn (în ucraineană Радошин) este localitatea de reședință a comunei Radoșîn din raionul Kovel, regiunea Volînia, Ucraina.

## Demografie
Componența lingvistică a localității Radoșîn
     Ucraineană (99%)
     Alte limbi (1%)
Conform recensământului din 2001, majoritatea populației localității Radoșîn era vorbitoare de ucraineană (99%), existând în minoritate și vorbitori de alte limbi.